# Persone di nome Harry/Calciatori
| Questa pagina contiene informazioni ricavate automaticamente dalle voci biografiche con l'ausilio del template Bio e di un bot. L'aggiornamento è periodico e automatico e ricostruisce completamente la pagina. Se manca una persona in questa lista, sei pregato di non aggiungerla, ma accertati piuttosto che la sua voce biografica contenga il template Bio e che i dati anagrafici siano correttamente compilati. Se il template Bio manca, inseriscilo tu stesso o, in alternativa, metti l'avviso {{tmp\|Bio}} che ne segnala la mancanza. Se i dati riportati sono sbagliati, correggi direttamente la voce biografica; le modifiche saranno visibili in questa lista entro pochi giorni. Per chiarimenti vedi il progetto antroponimi. La lista contiene solo le 56 persone che sono citate nell'enciclopedia e per le quali è stato implementato correttamente il template Bio. Pagina aggiornata al 16 ott 2024. |

Questa è una lista di persone presenti nell'enciclopedia che hanno il nome Harry e sono calciatori.

## A(3)
- Harry Allen, calciatore inglese (Walsall, n. 1866 - Walsall, † 1895)
- Harry Andersson, calciatore svedese (Norrköping, n. 1913 - Norrköping, † 1996)
- Harry Arter, calciatore inglese (Sidcup, n. 1989)

## B(7)
- Harry Baird, calciatore nordirlandese (Belfast, n. 1913 - † 1973)
- Harry Betmead, calciatore inglese (Grimsby, n. 1912 - Cleveland, † 1984)
- Harry Bild, ex calciatore svedese (Värends Nöbbele, n. 1936)
- Harry Brüll, calciatore olandese (Sittard, n. 1935 - Sittard, † 2021)
- Harry Buck, calciatore inglese (Liverpool, n. 1884 - Liverpool, † 1964)
- Harry Bunn, calciatore inglese (Oldham, n. 1992)
- Harry Burgess, calciatore inglese (Alderley Edge, n. 1904 - Wilmslow, † 1957)

## C(3)
- Harry Cochrane, calciatore scozzese (Glasgow, n. 2001)
- Harry Cornick, calciatore inglese (Poole, n. 1995)
- Harry Céspedes, calciatore boliviano (n. 1998)

## D(4)
- Harry Darling, calciatore inglese (Cambridge, n. 1999)
- Harry Decheiver, ex calciatore olandese (Deventer, n. 1970)
- Harry Dowd, calciatore inglese (Salford, n. 1938 - Manchester, † 2015)
- Harry Duggan, calciatore irlandese (n. 1903 - † 1967)

## F(1)
- Harry Forrester, ex calciatore inglese (Milton Keynes, n. 1991)

## G(2)
- Harry Goodley, calciatore, arbitro di calcio e allenatore di calcio inglese (Nottingham, n. 1878 - Nottingham, † 1951)
- Peter Goring, calciatore e allenatore di calcio inglese (Bishop's Cleeve, n. 1927 - † 1994)

## J(1)
- Harry Johnson, calciatore inglese (Ecclesfield, n. 1899 - Wortley, † 1981)

## K(5)
- Harry Kane, calciatore inglese (Londra, n. 1993)
- Harry Boye Karlsen, calciatore norvegese (Horten, n. 1920 - Larvik, † 1994)
- Harry Koch, ex calciatore tedesco (Bamberga, n. 1969)
- Harry Koch, calciatore svizzero (Rüti, n. 1930 - Küsnacht, † 2012)
- Harry Kure, calciatore norvegese (Fredrikstad, n. 1928 - Sarpsborg, † 2007)

## L(3)
- Harry van der Laan, ex calciatore olandese (Gouda, n. 1964)
- Harry Libanotis, ex calciatore seychellese (n. 1977)
- Harry Lundahl, calciatore e allenatore di calcio svedese (Helsingborg, n. 1905 - † 1988)

## M(4)
- Harry Melrose, calciatore e allenatore di calcio scozzese (Edimburgo, n. 1935 - † 2024)
- Harry Milanzi, ex calciatore zambiano (n. 1978)
- Harry Moger, calciatore inglese (Southampton, n. 1879 - Manchester, † 1927)
- Harry Morton, calciatore inglese (Chadderton, n. 1909 - Chadderton, † 1974)

## N(4)
- Harry Nilsson, calciatore svedese (Landskrona, n. 1916 - Solna, † 1993)
- Harry Novillo, calciatore francese (Lione, n. 1992)
- Harry Nuttall, calciatore inglese (Bolton, n. 1897)
- Harry Nyirenda, calciatore malawiano (Blantyre, n. 1990)

## P(3)
- Harry Penk, calciatore inglese (Wigan, n. 1934 - † 2020)
- Harry Pickering, calciatore inglese (Chester, n. 1998)
- Harry Potts, calciatore e allenatore di calcio inglese (Hetton-le-Hole, n. 1920 - † 1996)

## S(7)
- Harry Saputra, ex calciatore indonesiano (Giacarta, n. 1981)
- Harry Schreurs, calciatore olandese (Roermond, n. 1901 - Roermond, † 1973)
- Harry Schädler, ex calciatore liechtensteinese (n. 1968)
- Harry Souttar, calciatore australiano (Aberdeen, n. 1998)
- Harry Stafford, calciatore inglese (Crewe, n. 1869 - † 1940)
- Harry Sundberg, calciatore svedese (Stoccolma, n. 1898 - † 1945)
- Harry Swepstone, calciatore inglese (Stepney, n. 1859 - † 1907)

## T(4)
- Harry Tate, calciatore statunitense (St. Louis, n. 1886 - St. Louis, † 1954)
- Harry Thickett, calciatore inglese (Hexthorpe, n. 1873 - Trowbridge, † 1920)
- Harry Toffolo, calciatore inglese (Welwyn Garden City, n. 1995)
- Harry Tong Sang, ex calciatore francese (n. 1982)

## W(4)
- Harry Webster, calciatore inglese (Sheffield, n. 1930 - Bolton, † 2008)
- Harry Williams, ex calciatore australiano (Sydney, n. 1951)
- Harry Wilson, calciatore gallese (Wrexham, n. 1997)
- Harry Winks, calciatore inglese (Hemel Hempstead, n. 1996)

## Y(1)
- Harry Yven, calciatore norvegese (n. 1912 - † 1988)